# Avalanch
Avalanch é um grupo de metal progressivo/power metal formado em 1993 pelo guitarrista Alberto Rionda, em Asturias, Espanha.

A banda inicialmente se chamava Speed Demons, tendo lançado a demo Ready to Glory em 1988. Em 1993 eles assinaram com a gravadora Vudú Records para gravar sua primeira demo com o nome de Avalanch. Nesse ano o guitarrista Alberto Rionda entra na banda, se tornando o compositor. Em 1997 eles lançam seu primeiro trabalho oficial; La llama eterna.

A banda retornou a ativa em 2016, após pausa que se iniciou em 2012.
Em 2021 é anunciado Alírio Netto como vocalista da banda, que gravou um videoclipe para a música "Vientos Del Sur" com Alberto Rionda.

## Membros
Atuais
- Alberto Rionda - Guitarra
- Israel Ramos - Vocal
- Jorge Sálan - Guitarra
- Magnus Rosen - Baixo
- José Paz - Teclados
- Mike Terrana - Bateria

Ex-membros
- Ramón Lage - Voz
- Víctor García - Voz
- Alberto Ardines - Bateria
- Roberto García - Baixo
- Francisco Fidalgo - Baixo
- Fernando Mon - Guitarra
- Dany León - Guitarra
- Juan Lozano - Voz
- Roberto Junquera - Teclados
- Chez García - Teclados
- Marco Álvarez - Bateria

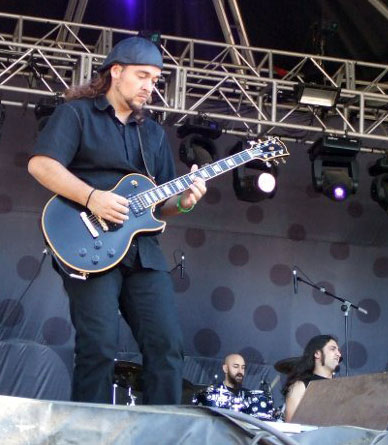
Alberto Rionda
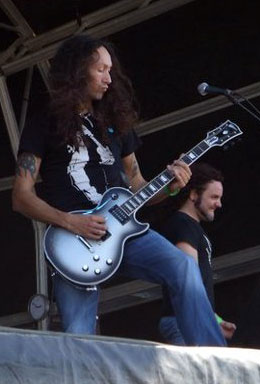
Dany León
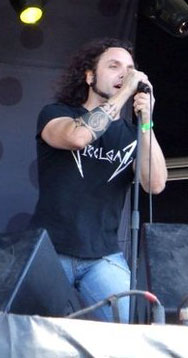
Ramón Lage
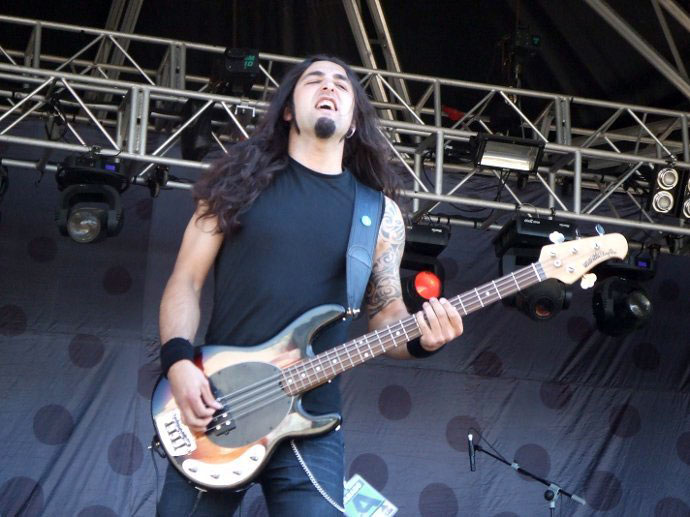
Francisco Fidalgo